# Szinerézis (nyelvészet)
A nyelvészetben a szinerézis (vö. ógörög ϭυναίρεσις szünaíreszisz, latin synaeresis) a retorikából átvett terminus. Két szomszédos szótagban levő magánhangzó kettőshangzóba való egybeolvadását nevezi meg. A retorikában a detrakció típusú metaplazmusok csoportjához tartozó hangalakzat.
A szinerézis a dierézisnek nevezett jelenség ellentéte. Ez utóbbi kettőshangzó változása két magánhangzóvá, amelyeket hangűrrel közöttük ejtenek ki, vagy ezt kiküszöbölik félhangzó vagy glottális stop betoldásával.
Nyelvtől függően szinerézis szó belsejében vagy két szó határán is létrejöhet. Dierézises szóalak vagy szókapcsolat és szinerézises változata egyaránt létezhet a nyelvben. Mindkettő lehet sztenderd vagy nem sztenderd jelenség, az utóbbi esetben nyelvjárásban vagy egyéni jelleggel.

## Példák néhány nyelvben
A magyar nyelvben a szinerézis ritka, mivel kettőshangzó csak néhány jövevényszóban van, de előfordul hangalakzatként a verselésben, amikor verssorban eggyel kevesebb szótag szükséges. A magyar nyelvészetben ezekben az esetekben nem kettőshangzóba való összeolvadásról szoktak beszélni, hanem két magánhangzó egy szótagban való kiejtéséről. Példák:
Fölhangolom olykor a lant idegeit, / Megzengeni téged, o kellemes élet! / – Mert kellemes az, noha sok sebet ejt, / És rengetegbe nem egy uta téved. (Petőfi Sándor: Temetőben)
mivel, amint mondják, érti is a mágiát, / netalán lányának leli orvosságját, (Babits Mihály: Második ének)
Ezekben a példákban az ei, illetve az iá szegmensek képeznek szinerézist, és az ej, illetve a [j] betoldásával létrehozott já szegmensekkel azonosak a kiejtésben.
A francia nyelvben a szinerézis szavak belsejében jön létre azzal, hogy emelkedő kettőshangzók keletkeznek az [i], az [y] és az [u] magánhangzók a [j], a [ɥ], illetve a [w] félhangzókká válása nyomán. A szinerézis és a dierézis területi nyelvváltozatok szerint oszlik meg. Párizsban és Nyugat-Franciaországban a szinerézis a szokásos, például a lion ’oroszlán’, buée ’pára’ és louer ’bérbe adni vagy venni’ kiejtése [ljɔ̃], [bɥe], illetve [lwe]. Ellenben Franciaország északi, keleti és déli részén, valamint Belgiumban az ilyen szavakat dierézissel ejtik ki: [liˈɔ̃], [byˈe], illetve [luˈe]. A sztenderd általában a szinerézist írja elő, főleg a párizsi kiejtésre alapozottan, kivéve egyes olyan helyzeteket, amelyekben a magánhangzókat mássalhangzó + r vagy l előzi meg, pl. trouer [tʁuˈe] ’lyukasztani’, fluet [flyˈɛ] ’vézna’, oublier [ubliˈe] ’felejteni’. A dierézis egyéni is lehet, olyan régiókban is, ahol a szinerézis dominál.
A klasszikus francia verselésben etimologikus hagyomány szerinti szabályok voltak a szinerézis és a dierézis alkalmazására. Ha a franciában hangűr egyetlen magánhangzó kettővé fejlődése nyomán keletkezett, főleg latin alapszóban, szinerézishez folyamodtak, mivel egyetlen szótagnak kellett lennie a latin magánhangzó helyett. Ha viszont a hangűr megvolt az alapszóban, a dierézist alkalmazták, azaz két szótagnak kellett lennie a hangűrös latin magánhangzók helyett. Például a Va te purifier dans l’air supérieur (szó szerint ’Menj, tisztulj meg a magasztos légben’) (Charles Baudelaire) verssor alexandrin  típusú, amely tizenkét szótagú. A sztenderd francia szerint a purifier és a supérieur szavak három szótagúak, szinerézissel a -fier [fje], illetve a -rieur [ʁjœːʁ] szótagokban, de ebben a verssorban dierézisesek ([fi.e], illetve [ʁi.œːʁ]), így négy szótagúak, és megvan a tizenkét szótag. Itt a dierézis szabályszerű, mivel az illető szavak alapszavaiban (latin purificare és superior) a megfelelő magánhangzók külön szótagokban vannak.
Az olasz nyelv történetében is a szinerézis felé való tendencia észlelhető, olyan szavakban, mint continuo [konˈtinwo] ’folytonos’, patria [ˈpatrja] ’haza’ (ország), empio [ˈempjo] ’hitetlen’. Az [aw] ereszkedő kéttőshangzóval is létrejön, pl. Laura [ˈlawra]. Ezek sztenderd kiejtések, amelyeket Toszkánában és Észak-Olaszországban követnek, de ugyanazokat a szavakat Dél-Olaszországban dierézissel ejtik ki, azaz [u.o], [i.a], [i.o], illetve [a.u]-ként.
A román nyelvben a szinerézis az első magánhangzó félhangzóvá válásával működik, ami nyomán emelkedő kettőshangzó keletkezik, például a teatru [ˈte̯a.tru] ’színház’ szóban. Nem sztenderd az ereszkedő kettőshangzót eredményező szinerézis, azaz amikor a második magánhangzóból lesz félhangzó nyugati nyelvjárásokban, pl. reumatism [re.u.maˈtism] ’reuma’ helyett [rew.maˈtism].
Ebben a nyelvben két szó határán is van szinerézis. Kötelező akkor, amikor egyes egyszótagú, hangsúlytalan és [e]-re vagy [i]-re végződő személyes és visszaható névmások az a avea ’birtokolni’ segédige alakjaival találkoznak, pl. ți-am spus ’mondtam neked’, duce-le-aș ’elvinném őket’, te-am întrebat ’megkérdeztelek’, ne-ai povestit ’elmesélted nekünk’, te-ai întoarce ’visszatérnél’. Fakultatív szinerézis is van [e]-re végződő simulószók és lexikai jelentésű szavak között, valamint [e]-re végződő lexikai jelentésű szavak és magánhangzóval kezdődő simulószók között. Ezek a beszédtempó meggyorsítására hivatottak. Példák: de atunci [de.aˈtunt͡ʃʲ] → de-atunci [de̯aˈtunt͡ʃʲ] ’azóta’, pe aici [pe.aˈjit͡ʃʲ] → pe-aici [pe̯aˈjit͡ʃʲ] ’errefelé’, îmi pare o poveste [ɨmʲˈpa.re.o.poˈveste] → îmi pare-o poveste [ɨmʲˈpa.re̯o.poˈveste] ’mesének tűnik nekem’. A szavak közötti szinerézist az írásban mindig kötőjel jelzi.